# 태양전대 선벌컨
《태양전대 선벌컨》(太陽戦隊サンバルカン 다이요센타이 산바루칸[*])은 1981년 2월 7일부터 1982년 1월 30일까지 일본 TV 아사히 계열에서 방영된 도에이의 슈퍼 전대 시리즈 5번째 작품이다. 《태양전대 썬발칸》 등의 표기가 사용되기도 한다.

## 줄거리
지구정복을 노리던 베더 일족(ベーダー一族)은 반리키 마왕(バンリキ魔王)의 반란과 전자전대 덴지맨의 활약에 힘입어 세상은 다시 평화로워졌다.
그러나, 그 평화는 오래가지 못하였다. 북극에 본거지를 둔 기계제국 블랙마그마(機械帝国ブラックマグマ)가 세계정복에 나서면서 화산국가인 일본의 지열(地熱)을 노리고 본격적인 일본 침략을 시작한다.
이에 대항하여 유엔은 직속 조직으로 지구평화수비대를 선발하여 특수부대를 만드는 안건을 만장일치로 통과시킨다.
이렇게 해서 조직된 특수부대가 태양전대 선벌컨이다. 선벌컨은 육해공 동물의 화려한 액션과 선벌컨 로봇을 이용하여 블랙마그마와 맞선다.

## 개요
《비밀전대 고레인저》로부터 이어진 코믹하고 통쾌한 활극을 중심으로 하면서도 우주 침략자들과 손잡은 악의 기계인간군단에게 인간의 지혜와 용기, 정의와 우정, 사랑의 마음으로 맞서는 주인공들이 인류의 미래를 걸고 싸우는 모습을 드라마틱하게 그리고 있다.
이 작품이 방영된 1981년 2월부터 도에이 여러 잡지, 언론 등에서 ‘슈퍼 전대 시리즈’·‘전대 시리즈’라는 용어가 처음으로 쓰이기 시작하였으며 슈퍼 전대의 기반이 이 작품에서 완전히 정착되었다.
가장 큰 특징으로 전대가 남성 3명만으로 이루어져 있는 것이다. 이에 따라 방영 당시 여성 멤버의 부활을 바라는 시청자들이 여아층을 중심으로 상당히 많았다고 한다. 그 때문에 다음 차기작인 《대전대 고글파이브》에서는 여성 멤버가 다시 부활하여 5명이 되었고, 이후 여성 멤버가 없는 시리즈는 단 한번도 없게 되었다. 그리고 이 작품에서는 중반부에 리더인 벌이글을 중간에 NASA에서 파일럿으로 선발해간다는 설정으로 배역을 다른 사람으로 교체하였는데, 전대 시리즈에서 중심적인 역할을 맡는 레드 역이 중간에 바뀐 경우는 이 전대가 유일하다. 또한 이 교체에 따라서 변신 후 포즈도 바뀌었다. 중간에 포즈가 바뀐 경우도 슈퍼전대 시리즈 최초이다. 필살기 ‘벌컨 볼’도 배구 스타일에서 축구 스타일로 바뀌었다.
또 하나의 큰 특징으로 전작 《전자전대 덴지맨》과 세계관이 이어지는 점인데, 덴지맨에게 패한 뒤 모습을 감춘 악역 베드리안 여왕이 블랙마그마에 의해 다시 부활하였다는 설정으로 계속 고정 출연한다. 《덴지맨》과 《선벌컨》은 같은 세계관의 스토리로 이어져 있으며, 내용적으로도 이 작품은 《덴지맨》의 후속작인데, 작품마다 세계관을 바꾸는 슈퍼 전대 시리즈 중에서 세계관을 공유하는 속편을 만든 유일한 케이스이다.
당초 계획은 제목을 ‘플라즈맨’(プラズマン 푸라즈만[*])으로 지을 방침이었으나 이미 그 명칭으로 상표가 등록되어 있어서 바뀌었다. 선벌컨 로봇의 기술 중 하나인 ‘태양검 오로라 플라즈마’와 엔딩곡 ‘젊음은 플라즈마’(若さはプラズマ) 등 곳곳에 그 이름이 남아있다.
선벌컨 로봇은 전대 시리즈 최초로 2기 이상의 메카가 합체하여 완성되는 로봇이며, 리더 벌이글은 전대 시리즈 최초로 ‘검을 메인 무기로 사용한 주인공(레드)’이다. 이 작품 이후 많은 전대 시리즈에서 대체로 레드는 검을 개인무기로 사용하는 경향을 많이 보였다.
상업적으로는 이 작품에 등장하는 선벌컨 로봇이 55만개의 판매고를 올리며 전대 로봇 중 당시 최고의 매출을 기록하였다. 반면 작중의 항공모함 메카인 재규어 벌컨은 판매부진에 허덕여 이전 2개 작품에서 메인 아이템이었던 모함메카는 이 전대 이후 시리즈부터는 로봇을 메인 아이템으로 운용하게 된다.
《재커 전격대》의 실패 이후 슈퍼 전대 시리즈는 애니메이션보다는 상업적 가치가 높지 못하다 여겨져 이 작품도 완구업계의 주목도가 낮았으나, 이 작품이 크게 히트를 치게 되면서 후속작인 《대전대 고글파이브》는 이전과는 다르게 큰 기대를 받게 된다.

## 등장인물

### 태양전대 선벌컨
선벌컨의 멤버 이름은 성만 다를 뿐 배우의 이름과 같지만, 극중에서는 별로 부르지 않는다.
- 오와시 류스케(大鷲龍介) / 벌 이글(1대) (국내명(파워레인저 캡틴포스): 시류 / 벌 이글(1대)) (25세 (1956년 출생)) (미국으로감: 1981년 7월 11일)
- 히바 다카유키(飛羽高之) / 벌 이글(2대) (국내명(파워레인저 캡틴포스): 유키 / 벌 이글(2대)) (25세 (1956년 출생))
- 사에지마 긴야(鮫島欣也) / 벌 샤크 (국내명(파워레인저 캡틴포스): 사지 / 벌 샤크) (23세 (1958년 출생))
- 효 아사오(豹朝夫) / 벌 팬더 (국내명(파워레인저 캡틴포스): 효 / 벌 팬더) (19세 (1962년 출생))

### 기계제국 블랙마그마
베더 일족이 멸망한 후, 북극의 요새 ‘철의 발톱’을 거점으로 하는 기계생명체 제국. 사악한 ‘흑태양신’을 섬기며, 세계정복을 노리고 있다. 강력한 과학력과 냉철한 작전수행으로 세계 각지에서 테러를 일으킨다. 기계생명체는 지열 에너지가 동력원이며, 이때문에 마그마가 풍부한 일본을 첫 번째 공격목표로 잡았다.

## 시청률
- 최고 시청률 : 18.4% (슈퍼 전대 시리즈 역대 3위)
- 평균 시청률 : 12.5% (슈퍼 전대 시리즈 역대 3위)

비디오 리서치 조사. 관동지구.